# 平野隆文
平野 隆文（ひらの たかふみ、1961年 - 2015年2月3日）は、日本のフランス文学者。
兵庫県出身。本姓・鈴木。大阪府立北野高等学校卒業。1989年東京大学文学部仏文科卒。1996年同大学院博士課程満期退学。1993-1994年東京大学文学部助手。パリ第10大学DEA、1996年青山学院大学文学部仏文科専任講師、1999年助教授、2006年教授、2008年立教大学文学部教授。
1999年「ジャン・ボダンとヨーハン・ヴァイヤー 悪魔学の医学的・法学的・司法的「テクスト戦略」を巡って」で東京大学より博士（文学）の学位を取得。ルネッサンス期の悪魔学を専門とした。
2015年2月3日、食道癌のため死去。

## 著書
- 『魔女の法廷 ルネサンス・デモノロジーへの誘い』岩波書店 2004年

### 翻訳
- ジョルジュ・ミノワ『未来の歴史 古代の預言から未来研究まで』菅野賢治共訳 筑摩書房 2000年
- アラン・カバントゥ『冒涜の歴史 言葉のタブーに見る近代ヨーロッパ』白水社 2001年
- ロベール・ミュッシャンブレ『悪魔の歴史 12～20世紀 西欧文明に見る闇の力学』大修館書店 2003年
- ジョルジュ・ミノワ『悪魔の文化史』白水社 文庫クセジュ 2004年
- マイケル・A.スクリーチ『ラブレー笑いと叡智のルネサンス』白水社 2009年
- ミシェル・パストゥロー『熊の歴史 〈百獣の王〉にみる西洋精神史』筑摩書房 2014年
- 『フランス・ルネサンス文学集1　学問と信仰と』、宮下志朗、伊藤進と共編訳
江口修、小島久和、菅波和子、高橋薫、二宮敬訳
  - 『2 笑いと涙と』、『3 旅と日常と』白水社、2015年-2017年（全3巻）